# 목성 가니메데 궤도선
목성 가니메데 궤도선(Jupiter Ganymede Orbiter, JGO)은 유로파 목성계 임무(EJSM)의 일부이다. 이 궤도선은 유럽우주국이 제안한 궤도선 우주 탐색기로 2020년에 발사 예정이다. 이 임무 계획으로는 목성의 위성인 가니메데와 칼리스토 뿐 아니라 목성의 자기장을 분석할 계획이다.
이 계획은 목성 얼음 위성 탐사선으로 대체되었다.

## 같이 보기
- 유로파 목성계 임무
- 목성
- 가니메데
- 유로파